# Nicholas Biddle
Nicholas Biddle, född 8 januari 1786 och död 27 februari 1844, var en amerikansk finansman.
Biddle tillhörde 1810-17 Pennsylvanias folkrepresentation och utnämndes 1819 till en av de 5 styrelsemedlemmarna i Bank of United states, vars direktör han blev 1823. Under Biddles ledning konsoliderade den förut bankruttmässiga banken, men sedan president Andrew Jackson 1836 berövat den dess karaktär av nationalbank, gick den under. Innan banken gjort konkurs, hade Biddle avgått som direktör.